# Essing
Essing là một đô thị thuộc huyện Kelheim, bang Bayern, Đức. Essing có diện tích 17,36 km2, dân số cuối năm 2006 là 1006 người.